# Biografielijst Lw

## Lwo
- André Michael Lwoff (1902-1994), Frans microbioloog en Nobelprijswinnaar